# Lijst van voetbalinterlands Chili - Zweden
Deze lijst van voetbalinterlands is een overzicht van alle officiële voetbalwedstrijden tussen de nationale teams van Chili en Zweden. De landen speelden tot op heden twee keer tegen elkaar. De eerste ontmoeting, een vriendschappelijke wedstrijd, werd gespeeld in Solna op 2 juni 2006. Voor het Zweeds voetbalelftal was dit een oefenwedstrijd in de voorbereiding op het Wereldkampioenschap voetbal 2006. Het laatste duel, eveneens een vriendschappelijke wedstrijd, vond plaats op 24 maart 2018 in Solna.

## Wedstrijden
| № | Plaats | Datum         | Competitie        | Wedstrijd      | Uitslag |
| - | ------ | ------------- | ----------------- | -------------- | ------- |
| 1 | Solna  | 2 juni 2006   | Vriendschappelijk | Zweden – Chili | 1 – 1   |
| 2 | Solna  | 24 maart 2018 | Vriendschappelijk | Zweden – Chili | 1 – 2   |

## Samenvatting
| Competitie        | Totaal gespeeld | Winst Chili | Gelijk | Winst Zweden | Doelsaldo Chili – Zweden |
| ----------------- | --------------- | ----------- | ------ | ------------ | ------------------------ |
| Vriendschappelijk | 2               | 1           | 1      | 0            | 3 − 2                    |
| Totaal            | 2               | 1           | 1      | 0            | 3 – 2                    |

Wedstrijden bepaald door strafschoppen worden, in lijn met de FIFA, als een gelijkspel gerekend.

## Details

### Eerste ontmoeting
| Vriendschappelijk (Solna, Zweden, 2 juni 2006): |              | |
| Zweden | 1 – 1        | Chili |
| Henrik Larsson 32' | goals        | 51' Humberto Suazo |
| Lars Lagerbäck | bondscoach   | Nelson Acosta |
| Andreas Isaksson Niclas Alexandersson 46' Olof Mellberg Teddy Lučić Erik Edman Tobias Linderoth Christian Wilhelmsson 46' Anders Svensson Fredrik Ljungberg 46' Zlatan Ibrahimović Henrik Larsson | opstellingen | Claudio Bravo Gonzalo Jara Jorge Vargas Pablo Contreras Rafael Olarra Jorge Acuña Mauricio Zanteno Luis Jiménez Jorge Valdivia 86' Humberto Suazo Alexis Sánchez |
| Mikael Nilsson 46' Mattias Jonson 46' Kim Källström 46' | wissels      | 86' José Contreras |
| Tobias Linderoth 27' | gele kaarten | 34' Rafael Olarra 45' Jorge Vargas 46' Luis Jiménez 78' Jorge Valdivia                                                                                           |